# We Were Promised Jetpacks
We Were Promised Jetpacks is een indierockband uit de Schotse stad Glasgow. Het debuutalbum van de band, getiteld These Four Walls, werd uitgebracht op 15 juni 2009 via FatCat Records.
De band noemt Frightened Rabbit en The Twilight Sad als inspiratiebronnen, evenals het vroege werk van Biffy Clyro.

## Geschiedenis
We Were Promised Jetpacks werd in 2003 opgericht in Edinburgh. Hun eerste optreden vond plaats tijdens een door hen gewonnen bandwedstrijd op school. De band verhuisde later naar Glasgow. In september 2008 verzorgde de band het voorprogramma voor Frightened Rabbit. Nadat mensen van FatCat Records op MySpace hadden geluisterd naar wat vrienden van Frightened Rabbit, kreeg We Were Promised Jetpacks van dat label een contract aangeboden.

## Discografie

### Albums
- These Four Walls (2009)
- In The Pit Of The Stomach (2011)

### Ep's
- The Last Place You'll Look (2010)

### Singles
- "It's Thunder And It's Lightning" (2009)
- "Quiet Little Voices" (2009)
- "Roll Up Your Sleeves" (2009)
- "Medicine" (2011)